# 穂積志
穂積 志（ほづみ もとむ、1957年（昭和32年）4月5日 - ）は、日本の政治家。秋田市長（4期）、秋田県議会議員（4期）、秋田市議会議員（2期）を務めた。

## 人物・来歴
秋田市新屋出身。ターミナルケアの先駆者として秋田県下初のホスピス病棟を設置したことで知られる外旭川病院を運営する、医療法人惇慧会の会長理事で、元県議・秋田赤十字病院元院長である穂積惇（ほづみ まこと）の子息として秋田市に生まれる。
医家の生まれではあるが、医師は志さず、秋田県立秋田南高等学校、成蹊大学法学部法律学科を卒業後、惇慧会の関連法人などの役員を経て、秋田市議会議員、秋田県議会議員を歴任。
2001年、当時の石川錬治郎市長（後に県議）の辞職に伴う秋田市長選挙に出馬のため、県議を辞職するも、佐竹敬久に敗れ落選。同年11月に、自身の辞職と山田靖男県議の死去で秋田市選挙区の欠員が2名となったことに伴って単独で補欠選挙が行われ、当時の山本郡選挙区で落選中で、国替えした高松和夫と共に返り咲き、県議に復帰した。
県議時代は、秋田市選挙区では自由民主党の冨樫博之とともに、上位当選することが多かった。
2009年の秋田市長選出馬のため辞職し、このときに漸く市長の座を射止めた。これにより、数十年ぶりに秋田市生まれの市長が誕生した。
2013年の秋田市長選挙で、元民主党衆議院議員の寺田学らを破り、再選を果たす。2017年の同市長選において無所属新人の元秋田県議丸の内くるみを破り、3回目の当選を果たした。
2021年4月4日投開票の同市長選に公明党の推薦、自民党支部の支持、社民党支部の支持を受けて立候補。元秋田県議会議員の沼谷純、元秋田市議会議員の武内伸文の2候補を破り4選。
5選を目指した2025年4月6日投開票での同市長選挙では沼谷に破れ落選した。

## 市政
- 2021年12月9日、LGBTなど性的少数者のカップルが婚姻に相当する関係にあると認める「パートナーシップ宣誓制度」について、2022年度中の導入を目指す考えを明らかにした[9]。